# Gymnasium Bernburger Straße
Das Gymnasium Bernburger Straße ist ein städtisches Gymnasium in Düsseldorf im Stadtteil Eller (Stadtbezirk 8). Das Gymnasium ist vierzügig und eine gebundene Ganztagsschule.

## Schulgeschichte
Die Schule wurde 2024 gegründet und startete zum Schuljahr 2024/2025 mit einer 5. Jahrgangsstufe. Das Gymnasium wird in den kommenden Jahren sukzessive auf neun Jahrgänge anwachsen. Als vierzügiges Gymnasium wird die Schule dann bis zu 1009 Schülerinnen und Schülern Platz bieten.

## Konzept
Das Gymnasium Bernburger Straße ist eine gebundene Ganztagsschule. Der Schultag ist dabei eingeteilt in 67,5-minütige Langstunden mit einer Frühstückspause nach der zweiten Stunde. Am Montag, Mittwoch und Donnerstag dauert der Unterricht bis 15:20 Uhr (Langtage), am Dienstag und Freitag bis 13:20 Uhr (Kurztage). Am Dienstag schließen sich AG-Angebote an den Schultag an. An allen Tagen gibt es eine Mittagspause mit einem Essensangebot. Von Montag bis Donnerstag kann bis 16 Uhr eine Nachmittagsbetreuung genutzt werden. Aufgrund von im Stundenplan fest integrierten Lernzeiten gibt es nahezu keine Hausaufgaben.
Die Leitidee der Schule ist „innovativ, europäisch, nachhaltig, nah“. Das Schulleben soll durch die Schülerinnen und Schüler, die Eltern und weitere Kooperationspartner aktiv mitgestaltet werden.
Neben der englischen Sprache können Schülerinnen und Schüler im Fach Interessengeleitetes Lernen bereits ab Klasse 5 Spanisch lernen. In Klasse 7 und Klasse 9 sowie in der Oberstufe soll später aus einem Angebot moderner Fremdsprachen ausgewählt werden können.

## Schulgebäude
Die Schule nutzt derzeit einen denkmalgeschützten Altbau, der in den Jahren 1913–1914 nach Plänen des Architekten Johannes Radke errichtet wurde. Der Bau erfolgte nur wenige Jahre nach der Eingemeindung von Eller in die Stadt Düsseldorf (1909) auf einem für diesen Zweck von der Stadt an der damals noch unbebauten Bernburger Straße erworbenen Grundstück. Der Bau wurde ab 1915 als Volksschule genutzt, seit der NRW-Schulreform 1968 für eine Gemeinschaftshauptschule.
Im Jahr 2018 beschloss die Stadt, an dem Standort ein Gymnasium einzurichten, da der Stadtteil Eller noch über kein Gymnasium verfügte. Für die Gemeinschaftshauptschule wurde ein Neubau an der Vennhauser Allee errichtet. Der Umzug der Gemeinschaftshauptschule an die Vennhauser Allee und die Übergabe des Altbaus an das neue Gymnasium erfolgte im Sommer 2024.
Zusätzlich zu dem Altbau wird die Stadt Düsseldorf auf dem Schulgelände ein neues zweites Schulgebäude sowie eine Dreifachturnhalle errichten. Dabei wird auch das Bestandsgebäude modernisiert. Die Stadt investiert für das Bauvorhaben, das bis Ende 2028 abgeschlossen sein soll, gut 70 Millionen Euro.

## Schulleitung
- Lourdes Campagna, seit 2024[2]

## Förderverein
Mit der Schulgründung im Sommer 2024 gründete sich auch der „Freundeskreis GBS e. V.“ als gemeinnütziger Förderverein des Gymnasiums Bernburger Straße.